# Alan Mackay

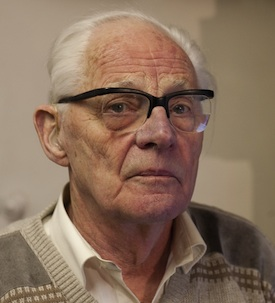
Alan Mackay 2013

Alan Lindsay Mackay (* 6. September 1926 in Wolverhampton; † 24. Februar 2025) war ein britischer Physiker, der sich mit Festkörperphysik und Kristallographie beschäftigte.

## Leben
Alan Lindsay Mackay wurde als Sohn von Robert L. Mackay, M.C., M.D., O.B.E., und Margaret Brown Mackay, geb. McLellan, M.B., Ch.B., O.B.E., geboren. Mackay studierte ab 1944 am Trinity College der University of Cambridge überwiegend Physik und machte 1947 seinen Abschluss. Danach war er zwei Jahre Wissenschaftler bei Philips Electrical. 1951 wurde er am Birkbeck College in London bei John Desmond Bernal mit einer Arbeit über Röntgenstrukturanalyse promoviert.
Er blieb am Birkbeck College, wo er 1986 Professor für Kristallographie wurde (im selben Jahr erhielt er den D.Sc.). 2002 wurde er Fellow des Birkbeck College.
Auch nach seiner Emeritierung 1991 arbeitete er weiter auch in wissenschaftlichen Kollaborationen mit Indien, Mexiko und Korea. Er war Mitglied der Mexikanischen und Koreanischen Akademie der Wissenschaften.
1988 wurde er Fellow der Royal Society. 2010 erhielt er für seine Pionierarbeiten zu Quasikristallen den Oliver E. Buckley Condensed Matter Prize mit Dov Levine und Paul Steinhardt.
Mackay war verheiratet und hatte zwei Söhne und eine Tochter.

## Werk
Er befasste sich mit Korrosion, Kristallographie und Anwendungen der Elektronenmikroskopie. Bekannt wurde er als einer der Pioniere der Erforschung von Quasikristallen Anfang der 1980er Jahre. Eine erste Arbeit in dieser Richtung von ihm erschien 1962, in der er zeigte wie man Kugeln in Ikosaeder-Anordnung packt. 1981 veröffentlichte er einen Aufsatz in Russisch über die Anwendung der Penrose-Parkettierung in der Kristallographie. und 1982 leitete er die zugehörigen Beugungsbilder ab.
Mackay forschte auf dem von ihm Generalized Crystallography genannten Gebiet, das jenseits von Kristallen der Mineralogie und Chemie auch komplexere Strukturen aus Materialwissenschaften und Biologie umfasst.
Er schlug neuartige Strukturen für Graphit-Materialien vor, entstanden aus Ideen zu Minimalflächen mit negativer Krümmung. Diese verallgemeinern Buckminster-Fullerene.

## Schriften
- A dictionary of scientific quotations, Taylor & Francis, 1991, ISBN 978-0750301060
- mit Eric A. Lord, S. Ranganathan New geometries for new materials, Cambridge University Press, 2006, ISBN 978-0521861045
- Generalised Crystallography, Comp. & Maths. with Applications, Band 12 B, 1986, S. 12–37
- mit Julyan H. E. Cartwright Beyond crystals: the dialectic of materials and information, Phil. Trans. Roy. Soc. A, Band 370, 2012, S. 2807–2822, Arxiv